# Jadwiga Glumińska-Pawlic
Jadwiga Agnieszka Glumińska-Pawlic – polska prawniczka, specjalistka z zakresu prawa finansowego i podatkowego, profesor nauk prawnych, nauczycielka akademicka na Wydziale Prawa i Administracji Uniwersytetu Śląskiego w Katowicach oraz na Wydziale Prawa i Ekonomii Uniwersytetu Humanistyczno-Przyrodniczego im. Jana Długosza w Częstochowie.

## Życiorys
W roku 1980 ukończyła studia na Wydziale Prawa i Administracji Uniwersytetu Śląskiego. W 1989 roku uzyskała tam stopień naukowy doktora nauk prawnych na podstawie napisanej pod kierunkiem Karola Podgórskiego rozprawy pt. Ochrona środowiska w świetle polskiego prawa finansowego, a w 2003 uzyskała na tym samym wydziale stopień doktora habilitowanego nauk prawnych na podstawie dorobku naukowego oraz pracy pt. Samodzielność finansowa jednostek samorządu terytorialnego w Polsce. Studium finansowoprawne. Postanowieniem z dnia 19 lutego 2014 roku Prezydent RP nadał jej tytuł naukowy profesora nauk prawnych.
Na macierzystym Wydziale pełni funkcję kierownika Katedry Prawa Finansowego. Od 2008 roku wykłada także w Uniwersytecie Humanistyczno-Przyrodniczym (d. Akademii) im. Jana Długosza w Częstochowie.
W latach 1993–1995 była członkiem Kolegium Regionalnej Izby Obrachunkowej w Katowicach, a następnie do 2010 roku członkiem Samorządowego Kolegium Odwoławczego w Katowicach. Od 2005 roku jest arbitrem Sądu Arbitrażowego przy Regionalnej Izbie Gospodarczej w Katowicach. Od 2008 roku jest ekspertem Unii Metropolii Polskich oraz członkiem Rady Programowej Międzynarodowego Stowarzyszenia „Centrum Informacji i Organizacji Badań Finansów Publicznych i Prawa Podatkowego Krajów Europy Środkowej i Wschodniej”. W latach 2014–2018 była Przewodniczącą Krajowej Rady Doradców Podatkowych. Od 2014 roku jest wiceprzewodniczącą Komitetu Podatkowego Pracodawców Rzeczypospolitej Polskiej. 15 września 2016 roku minister finansów powołał ją w skład Rady do Spraw Przeciwdziałania Unikaniu Opodatkowania. Od grudnia 2016 roku jest członkiem Komisji Dyscyplinarnej do spraw nauczycieli akademickich przy Radzie Głównej Nauki i Szkolnictwa Wyższego. Od stycznia 2021 roku jest członkiem Komisji Dyscyplinarnej ds. nauczycieli akademickich przy Radzie Głównej Nauki i Szkolnictwa Wyższego na kadencję 2021-2024.
Wykonuje zawód doradcy podatkowego. Prowadzi kancelarię w Katowicach, była partnerem w Kancelarii Doradców Podatkowych GLC s.p. oraz Przewodniczącą Rady Nadzorczej GLC Accounting sp. z o.o.
Aktualnie jest Partnerem Zarządzającym Kancelarii Podatkowej BTLA Tax Sp. z o.o.

## Wybrane publikacje
- Rola Rady do Spraw Przeciwdziałania Unikaniu Opodatkowania w kształtowaniu polityki przeciwdziałania międzynarodowemu unikaniu opodatkowania. /W:/ Międzynarodowe unikanie i uchylanie się od opodatkowania – zagadnienia wybrane. Red. D. Gajewski, Warszawa 2017.
- Zasada dwuinstancyjności postępowania podatkowego – rozważania na gruncie ustawy o Krajowej Administracji Skarbowej. /W:/ Praktyczne i teoretyczne problemy prawa finansowego wobec wyzwań XXI wieku. Red. J. Gliniecka, A. Drywa, E. Juchniewicz, T. Sowiński, Warszawa 2017.
- Kontrola podatkowa /W:/ Administracyjne procedury kontrolne. Wybrane zagadnienia. Red. A. Ziółkowska, A. Gronkiewicz. Katowice 2016.
- Ustawa o samorządzie gminnym. Komentarz. Red. B. Dolnicki, Warszawa 2016.
- Kilka uwag na temat reformy i nowych zasad działania organów podatkowych. /W:/ Administracja publiczna – aktualne wyzwania. Red. L. Zacharko, A. Matan, D. Gregorczyk, Katowice 2015.
- Finanse publiczne. Komentarz praktyczny. Red. R. Ruśkowski, J.M. Salachna, Gdańsk 2014.
- Gospodarka finansowa miasta na prawach powiatu, Katowice 2013.
- Ustawa o samorządzie województwa. Komentarz. Red. B. Dolnicki, Warszawa 2012.
- Specyficzne zasady rachunkowości, sprawozdawczości, nadzoru, kontroli oraz odpowiedzialności w sektorze finansów publicznych, w aspekcie charakterystyki specyfiki gospodarki finansowej jednostek sektora finansów publicznych. /W:/ System prawa finansowego. T. II Prawo finansowe sektora finansów publicznych. Red. E. Ruśkowski. Warszawa 2010.
- Ogólna charakterystyka danin niepodatkowych. /W:/ System prawa finansowego. T. III Prawo daninowe. Red. L. Etel, Warszawa 2010.
- Nowa ustawa o finansach publicznych wraz z ustawą wprowadzającą. Komentarz praktyczny, Red. E. Ruśkowski i J. M. Salachna, Gdańsk 2010.
- Ustawa o samorządzie gminnym. Komentarz. Red. B. Dolnicki, Warszawa 2010.
- Finanse samorządowe w 2008 roku. Red. C. Kosikowski, Warszawa 2008..
- Ustawa o samorządzie powiatowym. Komentarz. Red. B. Dolnicki, Warszawa 2007.
- Finanse samorządowe w 2006 roku. Red. C. Kosikowski, Warszawa 2006..
- Samodzielność finansowa jednostek samorządu terytorialnego w Polsce. Studium finansowoprawne, Katowice 2003.
- Budżet jednostki samorządu terytorialnego, J. Glumińska-Pawlic, K. Sawicka, Zielona Góra, 2002.
- Finansowanie gmin: omówienie przepisów ustawy z dnia 10 grudnia 1993 roku o finansowaniu gmin. Katowice 1997[8].